# October Films
 (décembre 2023).
October Films était une importante société de production cinématographique indépendante américaine et un distributeur fondé en 1991 par Bingham Ray et Jeff Lipsky pour distribuer le film de 1990 Life Is Sweet.
Une série de fusions et d'acquisitions a commencé lorsqu'Universal Pictures (alors une division de Seagram Company ) a acheté une participation majoritaire dans October Films en 1997. Universal a ensuite vendu ses actions à Barry Diller en 1999, qui a renommé la société USA Films et l'a fusionné avec Interscope Communications et Gramercy Pictures. Vivendi a ensuite acquis USA Films, qui en 2002 a acquis Good Machine et l'a fusionné avec USA Films, formant Focus Features.

## Cinéma

### Années 1990
- Life Is Sweet (1991)
- The Living End (1992)
- The Tune (1992)
- Chain of Desire (1993)
- Ruby in Paradise (1993)
- Cement Garden (The Cement Garden, 1994)
- Cronos (1994)
- Kika (1994)
- Killing Zoe (1994)
- Last Seduction (The Last Seduction, 1994)
- Le Silence des jambons (The Silence of the Hams, 1995)
- Search and Destroy : En plein cauchemar (Search and Destroy, 1995)
- Nadja (1995)
- The Addiction (1995)
- The Kingdom (1995)
- When Night Is Falling (1995)
- Man with a Gun (1995)
- Dellamorte Dellamore (Cemetery Man, 1996)
- L'Amérique des autres (Someone Else's America, 1996)
- Haunted (1996)
- Small Faces (1996)
- Girls Town (1996)
- Secrets et Mensonges (Secrets & Lies, 1996)
- Nos funérailles (The Funeral, 1996)
- Breaking the Waves (1996)
- Lost Highway (1997)
- Les Truands (Traveller, 1997)
- Female Perversions (1997)
- Deux Filles d'aujourd'hui (Career Girls, 1997)
- L'Année du cheval (Year of the Horse, 1997)
- Kiss or Kill (1997)
- Le Prédicateur (The Apostle, 1998)
- Quand le destin s'en mêle (Still Breathing, 1998)
- The Kingdom II (1998)
- High Art (1998)
- Casses en tous genres (Safe Men, 1998)
- The Naked Man (1998)
- La fille d'un soldat ne pleure jamais (A Soldier's Daughter Never Cries, 1998)
- Festen (The Celebration, 1998)
- Hilary et Jackie (Hilary and Jackie, 1999)
- Les Derniers Jours (The Last Days, 1999)
- Cookie's Fortune (1999)
- Trois Saisons (Three Seasons, 1999)
- Le Fantôme de l'Opéra (The Phantom of the Opera, 1999)
- Conte d'automne (Autumn Tale, 1999)
- La Muse (The Muse, 1999)
- Chat noir, chat blanc (Black Cat, White Cat, 1999)
- Sugar Town (1999)
- Lucie Aubrac (1999)
- Rosetta (1999)
- Topsy-Turvy (1999)

### Années 2000
- Agnes Browne (2000)
- Condo Painting (2000)
- Les Idiots (The Idiots, 2000)
- Il suffit d'une nuit (Up at the Villa, 2000)
- Joe Gould's Secret (2000)
- Boricua's Bond (2000)
- Alice et Martin (Alice and Martin, 2000)
- A Room for Romeo Brass (2000)
- Cherry Falls (2000)
- Traffic (2000)
- Series 7: The Contenders (2001)
- Divine mais dangereuse (One Night at McCool's, 2001)
- Whatever Happened to Harold Smith? (2001)
- Session 9 (2001)
- The Barber, l'homme qui n'était pas là (The Man Who Wasn't There, 2001)
- Gosford Park (2002)